# Concursul Muzical Eurovision 1973
Eurovision 1973 a fost a optsprezecea ediție a concursului muzical Eurovision. 
| Locul | Puncte | Cântec                       | Artist                                      | Țară               |
| 1.    | 129    | Tu te reconnaîtras           | Anne-Marie David                            | Luxemburg          |
| 2.    | 125    | Eres tú                      | Mocedades                                   | Spania             |
| 3.    | 123    | Power To All Our Friends     | Cliff Richard                               | Regatul Unit       |
| 4.    | 97     | Ey sham                      | Ilanit                                      | Israel             |
| 5.    | 94     | You Are Summer               | Nova & The Dolls                            | Suedia             |
| 6.    | 93     | Tom, Tom, Tom                | Marion Rung                                 | Finlanda           |
| 7.    | 89     | It's Just A Game             | Bendik Singers                              | Norvegia           |
| 8.    | 85     | Junger Tag Un train qui part | Gitte Hænning-Johansson Marie-France Dufour | Germania Monaco    |
| 10.   |        | Tourada Do I Dream?          | Fernando Tordo Maxi                         | Portugalia Irlanda |
| 12.   | 79     | Je vais me marier, Marie     | Patrick Juvet                               | Elveția            |
| 13.   | 74     | Chi sarà con te              | Massimo Ranieri                             | Italia             |
| 14.   | 69     | De oude muzikant             | Ben Cramer                                  | Țările de Jos      |
| 15.   | 65     | Gori vatra Sans toi          | Zdravko Čolić Martine Clémenceau            | Iugoslavia Franța  |
| 17.   | 58     | Baby, Baby                   | Nicole Josy & Hugo Sigal                    | Belgia             |